# Steinbuckl
Steinbuckl ist ein Gemeindeteil der Gemeinde Altenthann im Oberpfälzer Landkreis Regensburg (Bayern).

## Geografische Lage
Die Einöde Steinbuckl liegt fünfeinhalb Kilometer südlich des Ortskerns von Altenthann und ist eine rund 1600 Quadratmeter große Enklave der Gemeinde Altenthann im gemeindefreien Gebiet Forstmühler Forst. Die Einöde war bei den Volkszählungen 1970 und 1987 unbewohnt.